# Glenea leucospilota
Glenea leucospilota é uma espécie de escaravelho da família Cerambycidae. Foi descrita por John O. Westwood Em 1841, originalmente sob o género Colobothea.  É conhecida a sua existência nas Filipinas.